# 12357 Toyako
12357 Toyako è un asteroide della fascia principale. Scoperto nel 1993, presenta un'orbita caratterizzata da un semiasse maggiore pari a 3,1369466 UA e da un'eccentricità di 0,0935644, inclinata di 11,24164° rispetto all'eclittica.